# 吉江駅
吉江駅（よしええき）は、かつて新潟県西蒲原郡味方村大字吉江（現新潟市南区吉江）にあった新潟交通電車線の駅。

## 構造
単式ホーム1面1線の地上駅。無人駅。

## 歴史
- 1933年（昭和8年）4月1日 - 鉄道線東関屋駅 - 白根駅間開業と同時に新潟電鉄の駅として開業。
- 1943年（昭和18年）12月31日 - 新潟交通の発足により同社の駅となる。
- 1961年（昭和36年）4月 - 乗車券販売の委託が解約されて無人駅になる[1]。
- 1999年（平成11年）4月5日 - 新潟交通電車線東関屋 - 月潟間廃線により廃駅となる。

## 駅跡
ホーム撤去後、2010年頃までは路盤や階段等が残っていたが、現在は駅跡の前後が堤防上の道路の法面に埋まってしまったため痕跡は全くない。

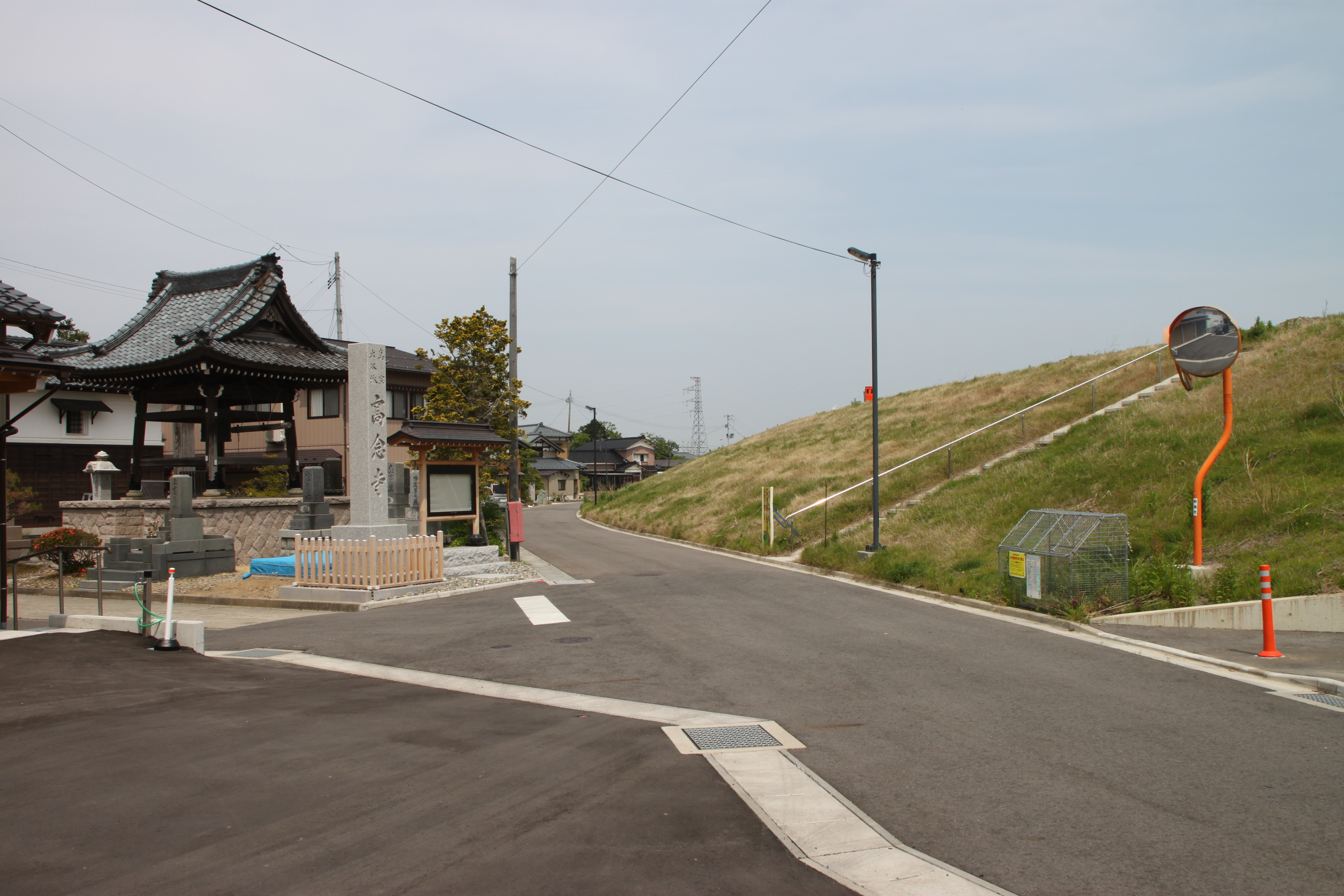
高念寺の前ということでしか駅跡を探せなくなってしまった。

## 隣の駅
新潟交通
電車線
七穂駅 - 吉江駅 - 味方中学前駅